# Noord-Hannovers voetbalkampioenschap 1926/27
In 1926/27 werd het vijfde Noord-Hannovers voetbalkampioenschap gespeeld, dat georganiseerd werd door de Noord-Duitse voetbalbond. 
FC Viktoria 1910 Wilhelmsburg werd kampioen en plaatste zich voor de Noord-Duitse eindronde. De club verloor in de eerste ronde van Holstein Kiel.  Door uitbreiding van de competitie vond er dit jaar geen degradatie plaats. 

## Bezirksliga
| Plaats | Club                          | Wed. | W  | G | V  | Saldo | Ptn   |
| ------ | ----------------------------- | ---- | -- | - | -- | ----- | ----- |
| 1.     | FC Viktoria 1910 Wilhelmsburg | 14   | 10 | 3 | 1  | 52:23 | 23:5  |
| 2.     | VfR 1907 Harburg              | 14   | 8  | 3 | 3  | 45:28 | 19:9  |
| 3.     | SV 1924 Harburg               | 14   | 7  | 3 | 4  | 46:37 | 17:11 |
| 4.     | FV Wilhelmsburg 09            | 14   | 8  | 0 | 6  | 40:42 | 16:12 |
| 5.     | FC Borussia 04 Harburg        | 14   | 6  | 3 | 5  | 37:29 | 15:13 |
| 6.     | SC Wilstorf 1910              | 14   | 5  | 1 | 8  | 32:50 | 11:17 |
| 7.     | FC Normannia 06 Harburg       | 14   | 2  | 2 | 10 | 25:43 | 6:22  |
| 8.     | SC Uelzen 1909                | 14   | 2  | 1 | 11 | 29:54 | 5:23  |

|  | Geplaatst voor Noord-Duitse eindronde |